# جون إليس (سياسي)
جون إليس (بالإنجليزية: John Ellis)‏ هو سياسي أسترالي، ولد في 8 ديسمبر 1872، وتوفي في 2 يوليو 1945. انتخب عضو الجمعية التشريعية فيكتوريا.